# Факултет примењених наука Универзитета Привредна академија
Факултет примењених наука (скраћено ФПН) је високошколска установа Универзитета Привредна академија. Налази се у Нишу, а са радом је почео 2. јуна 2017. Спроводи основне и мастер академске студије. Актуелна деканка је Јасмина Глигоријевић.

## Студије
Основне академске студије
- Пословно-информатичка економија
- Заштита животне средине
- Савремене технологије хране
- Нови извори енергије
- Друмски саобраћај

Мастер академске студије
- Пословно-информатичка економија
- Заштита животне средине
- Савремене технологије хране